# Viilbjørk Malling Agger
Viilbjørk Malling Agger (* 1. Oktober 1997) ist eine dänische Schauspielerin.

## Leben
Viilbjørk Malling Agge ist eine von zwei Töchtern des Schauspielerpaares Petrine Agger und Søren Malling. Seit dem Sommer 2019 studierte sie parallel zu ihrer Arbeit als Schauspielerin an der Universität Kopenhagen.
Ihr Schauspieldebüt gab Malling Agger 2014 an der Seite von Viggo Mortensen in Lisandro Alonsos Drama Jauja. 2019 übernahm sie in der Weihnachtsserie Tinka und die Königsspiele die Rolle des Wichtels Falke. In der gleichen Rolle war sie 2022 in der Nachfolgeserie Tinka og sjælens spejl zu sehen. 2023 trat sie erneut unter der Regie von Lisandro Alonso im Drama Eureka auf.

## Filmografie (Auswahl)
- 2014: Jauja
- 2019: Tinka und die Königsspiele (Tinka og kongespillet, Fernsehserie, 24 Episoden)
- 2020: Puls (Fernsehserie, 18 Episoden)
- 2020: Mørket mellem os (Fernsehserie, 10 Episoden)
- 2021: Mikkel er død (Miniserie)
- 2022: Ustyrlig
- 2022: Nordland '99 (Fernsehserie, 6 Episoden)
- 2022: Tinka og sjælens spejl (Fernsehserie, 24 Episoden)
- 2023: Asfalt
- 2023: Eureka
- 2024: Bullshit (Miniserie, 2 Episoden)
- 2024: Fuld af kærlighed
- 2025: L’inconnu de la Grande Arche